# Rhizomyces ctenophorus
Rhizomyces ctenophorus är en svampart som beskrevs av Thaxt. 1896. Rhizomyces ctenophorus ingår i släktet Rhizomyces och familjen Laboulbeniaceae.   Inga underarter finns listade i Catalogue of Life.